# Barrage Mishra Hamadi
Barrage Mishra Hamadi är en dammbyggnad i Marocko. Den ligger i den nordöstra delen av landet, 400 km öster om huvudstaden Rabat. Barrage Mishra Hamadi ligger 156 meter över havet.
Terrängen runt Barrage Mishra Hamadi är huvudsakligen kuperad, men den allra närmaste omgivningen är platt. Barrage Mishra Hamadi ligger nere i en dal. Runt Barrage Mishra Hamadi är det ganska glesbefolkat, med 29 invånare per kvadratkilometer. Omgivningarna runt Barrage Mishra Hamadi är i huvudsak ett öppet busklandskap.